# باولو إميليو بورغز روتشا
باولو إميليو بورغز روتشا هو لاعب كرة قدم برازيلي في مركز الوسط، ولد في 14 مايو 1972. لعب مع سبارتاك فلاديقوقاز ونادي باهيا ونادي موجي ميريم.

## وصلات خارجية
- باولو إميليو بورغز روتشا على موقع قاعدة بيانات كرة القدم.إي يو (الإنجليزية)